# The Disappearance of Eleanor Rigby
The Disappearance of Eleanor Rigby és el títol col·lectiu de tres pel·lícules escrites i dirigides per Ned Benson. La pel·lícula és protagonitzada per Jessica Chastain i James McAvoy, i és el primer projecte de llargmetratge de Benson.
The Disappearance of Eleanor Rigby està dividida en tres pel·lícules, Him, Her, i Them. Him and Her foren projectades al Festival Internacional de Cinema de Toronto de 2013 com un "treball en curs". Them fou projectada a la secció Un Certain Regard del 67è Festival Internacional de Cinema de Canes. Them es van estrenar als Estats Units el 12 de setembre de 2014, mentre que Him i Her es van estrenar junts com a doble llargmetratge el 10 d'octubre de 2014 en determinats cinemes d'art house.

## Argument
Les tres pel·lícules segueixen el mateix període, però s'expliquen des de les diferents perspectives de Conor Ludlow (James McAvoy) i Eleanor Rigby (Jessica Chastain), una jove parella casada que viu a Nova York. Him observa la seva relació des de l'angle de Conor, mentre que Her ho fa des del d'Eleanor. Them té les dues pel·lícules separades editades en una història lineal; aquesta és la versió que s'utilitza per a les emissions i difusió de DVD i Blu-ray.
Conor passa els dies treballant al seu restaurant mentre la seva dona Eleanor torna a la universitat per continuar la seva formació. Durant el transcurs de la seva vida quotidiana, la parella es troba amb un esdeveniment que canvia la vida i que posa en perill l'estabilitat del seu matrimoni.
Els pares d'Eleanor la van batejar amb el nom de la cançó dels Beatles "Eleanor Rigby", quan es van conèixer esperant un suposat concert dels Beatles a Nova York que mai va passar.

### Him
Durant un àpat en un restaurant, Conor revela a la seva cita, Eleanor, que no té prou diners per pagar la factura. Els dos mengen i marxen sense pagar.
Anys més tard, Conor dirigeix un pub i està casat amb Eleanor. En un descans, visita Eleanor al seu apartament, on està deprimida i confinada al seu llit després de la mort del seu fill. Ella li explica que va somiar que tenia una aventura i creu que seria millor per a ells si l'enganyés. Conor està molest pel que diu, però ho descarta. L'endemà, tornant a casa, troba l'apartament buit i rep una trucada telefònica que diu que Eleanor ha estat hospitalitzada després d'un intent de suïcidi. A l'hospital, Eleanor li diu que es vol separar i li demana que la deixi desaparèixer durant un temps. Poc després, Eleanor desconnecta el telèfon i talla tota comunicació.
En no poder viure sol al seu apartament, Conor torna a viure amb el seu pare. Mentre discuteix el fracàs del seu matrimoni amb el seu millor amic Stu (Bill Hader), Stu li revela a Conor que va veure Eleanor i creu que està prenent classes a la Universitat de Nova York. Conor comença a seguir Eleanor. Finalment, va a una de les seves classes i li passa una nota dient "Hola". Eleanor abandona la classe i tenen un enfrontament, amb Eleanor insistint que la deixi sola. En Conor és atropellat per un taxi quan surt i Eleanor es queda amb ell fins que arriba l'ambulància.
Després de revisar les factures del seu restaurant, Conor s'adona que perden diners i no poden mantenir-se a la superfície. Deprimit, passa la nit amb Alexis (Nina Arianda), la cambrera del seu restaurant.
Conor va a casa dels pares d'Eleanor per intentar veure-la, però en canvi s'enfronta a la seva sogra, Mary (Isabelle Huppert), que li dona poca informació i li suggereix que ell i Eleanor volen coses diferents ara. Poc després, Eleanor ve al pub i els dos lloguen un cotxe i van a fer un viatge. Li diu que embalarà el seu apartament la setmana següent, ja que ja no podrà aguantar-lo. Quan comença a ploure i els eixugaparabrises no funcionen, els dos comencen a besar-se, però Conor confessa que ha dormit amb algú més. Els dos tornen a la ciutat.
Conor fa una festa de cloenda al seu restaurant. Mentre hi és, veu una parella jove en una cita i nota que intenten sopar i marxar sense pagar. Els segueix, perseguint l'home i atacant-lo. Finalment, decideix deixar-lo anar.
En Conor va al seu antic apartament a netejar-lo. S'adorm i, quan es desperta, Elionor hi és. Els dos parlen del seu fill i Eleanor revela que ja no pot recordar com era el seu fill. Conor li diu que principalment semblava Elionor, però amb els ulls. Els dos dormen junts, però quan Conor es desperta, Eleanor ja no hi és.
Un temps després, Conor treballa al restaurant del seu pare. Decideix fer un passeig abans de la pressa de la nit. Mentre camina, no s'adona que la segueix una dona que sembla ser Eleanor.

### Her
Mentre passeja amb bicicleta pel pont de Manhattan, Eleanor Rigby decideix suïcidar-se i puja per la barrera i es llença al riu East. És rescatada amb èxit. A l'hospital la recull la seva germana, Katy (Jess Weixler), que la torna a casa dels pares on també viuen Katy, juntament amb el seu fill petit. No està segura de què fer amb la seva vida, Eleanor decideix escoltar el suggeriment del seu pare de tornar a matricular-se a l'escola. S'obre camí per registrar-se tard a la classe de la professora Lilian Friedman (Viola Davis) i es fan amigues.
El pare d'Eleanor (William Hurt) també intenta que la visiti un psiquiatre. Es revela que Eleanor ha perdut recentment un fill i ha estat incapaç de fer front al dol.
Un dia a classe, a Eleanor se li lliura una nota i s'adona que li ha enviat Conor. Abandona la classe i els dos tenen una forta discussió on li diu que la deixi sola. Finalment, assentint, Conor surt per ser atropellat per un cotxe que passa. Eleanor revela al taxista que el va pegar que Conor és el seu marit. Conor només queda ferit lleu per l'incident i abans d'anar a l'hospital li pregunta si pot tornar a veure Eleanor.
Després que Katy li digui a Eleanor que Conor ha estat a casa, Eleanor el va a veure al seu restaurant, on s'assabenta que està en fallida. Ella els suggereix que lloguin un cotxe i condueixin sense rumb, cosa que ella havia suggerit que fessin quan sortien. Conor lloga el cotxe, però comença a ploure intensament i el seu netejador de parabrises està trencat, cosa que impossibilita la conducció. Mentre esperen que passi la pluja, Eleanor intenta iniciar el sexe, però Conor la deté i Eleanor s'adona que ha dormit amb una altra persona durant la seva separació. Ella li diu que no importa, però en tornar a casa, baixa del cotxe i triga un moment a reunir-se abans de continuar cap a casa.
L'endemà al vespre, Eleanor i Katy marxen als clubs. Eleanor intenta lligar amb un desconegut per passar la nit, però és incapaç de fer-ho. En lloc d'això, més tard va al seu antic apartament a veure Conor. Ella li diu que ja no pot recordar com era el seu fill i ell li diu que el seu fill s'assemblava a ella. Els dos tenen relacions sexuals, però Eleanor se’n va i torna a casa. A proposta de la seva mare, decideix marxar a París i acabar la dissertació d'antropologia que va abandonar quan va conèixer Conor.
Quan s'acomiada de la seva família, el seu nebot li pregunta quan tornarà i li diuen que tornarà l'estiu vinent.
Un temps després, Eleanor torna a la ciutat de Nova York. Ella veu a Conor i el segueix darrere d'ell una estona abans de cridar-lo.

## Repartiment
- Jessica Chastain - Eleanor Rigby
- James McAvoy - Conor Ludlow
- Viola Davis - Professora Lillian Friedman
- William Hurt - Julian Rigby
- Isabelle Huppert - Mary Rigby
- Jess Weixler - Katy Rigby
- Bill Hader - Stuart
- Ciarán Hinds - Spencer Ludlow
- Archie Panjabi
- Katherine Waterston - Charlie
- Nina Arianda - Alexis

## Producció
El febrer de 2012 Variety va anunciar que Jessica Chastain i Joel Edgerton havien signat per protagonitzar The Disappearance of Eleanor Rigby, i que el guionista Ned Benson dirigiria ambdues pel·lícules. Edgerton fou substituir posteriorment per l'actor escocès James McAvoy el maig de 2012. William Hurt també va ser nomenat protagonista de les dues pel·lícules, però en un paper no especificat.
El rodatge va començar l'estiu del 2012 a la ciutat de Nova York, amb un rodatge de 40 dies aproximadament i finalitzant a finals d'agost del mateix any. De la pel·lícula, l'executiu de Myriad, Kirk D'Amico, va afirmar que els personatges de les pel·lícules eren "complexos i és únic tenir dos guions diferents per explicar la història".

## Estrena
Myriad Pictures va començar a vendre prèviament els drets de les dues pel·lícules al Festival de Canes de 2012, i va vendre les pel·lícules a nou territoris. Després de l'estrena de la pel·lícula a Toronto, The Weinstein Company va adquirir els drets de distribució nacionals de la pel·lícula per 3 milions de dòlars. El 27 de juny de 2014, The Weinstein Company va llançar el primer tràiler de la pel·lícula.

## Recepció
The Disappearance of Eleanor Rigby va rebre ressenyes generalment positives. A Rotten Tomatoes, la pel·lícula té una valoració del 66%, basada en 90 comentaris, amb una puntuació mitjana de 6,44 / 10. El consens crític del lloc web diu: "Liderat per les fortes actuacions de Jessica Chastain i James McAvoy, The Disappearance of Eleanor Rigby és una rumoració inquietantment original sobre l'amor i la pèrdua." Metacritic dona a Them una puntuació mitjana ponderada de 57 sobre 100, basada en 33 crítiques, que indica "ressenyes mixtes o mitjanes"; Him i Her van rebre "ressenyes generalment favorables", amb puntuacions de 63 sobre 100 basades en 11 crítiques i 67 de cada 100 basats en 12 crítiques.
Kyle Smith del New York Post, mentre comentava el títol de la pel·lícula i les similituds argumentals de la pel·lícula dramàtica Rabbit Hole de la dècada del 2010, va trobar la pel·lícula elegant i va escriure que Benson la fa "dolorosa i brillant com un concert sublim."